# 2020-as campaniai regionális választás
| Kormányzó-jelölt    | Vincenzo De Luca                   | Stefano Caldoro                    | Valeria Ciarambino                |
| ------------------- | ---------------------------------- | ---------------------------------- | --------------------------------- |
| Párt neve           | Demokrata Párt                     | Forza Italia                       | 5 Csillag Mozgalom                |
| Választási koalíció | Balközép koalíció                  | Jobbközép koalíció                 | nincs                             |
| Eredmények          | 1.789.017 69.48%                   | 464.921 18.6%                      | 255.714 9,93 %                    |
| Mandátumok          | Campania Regionális Tanács:33 / 51 | Campania Regionális Tanács:11 / 55 | Campania Regionális Tanács:7 / 55 |

2020-as campaniai regionális választást, 2020. szeptember 20. és 21-én tartották meg, amit eredetileg 2020. május 31.-én tartottak volna meg, ám a koronavírus-járvány miatt el kellett halasztani.  Ezen a napon több másik régióban is regionális választást tartották: Ligúria, Marche, Puglia, Toszkána, Veneto és Aosta-völgy régiókban. 

## Választási rendszer
A választáson Campania régió törvényhozását ellátó, Regionális Tanács képviselőit és a kormányzót választják meg. A Regionális Tanácsba 50 képviselőt lehet megválasztani nyílt, pártlistás arányos képviseleti rendszerben. A mandátumokat a régióban levő 5 választókerületben osztják el lakosság arányosan, amik egyenként a régióban levő megyék területével egyezik meg. Avellino megye 4 képviselőt, Benevento megye 2 képviselőt, Caserta megye 8-at, Nápoly megye 27-et és Salerno megye 9 képviselőt delegálhat. Ha egy párt egyéniben indul akkor 3%-os a bejutási küszöb, viszont koalíció esetén legalább 10%-ot el kell érni. 
A választók a képviselőket preferencia lista alapján választják meg, legfeljebb 2 jelölt választható, ebben az esetben az egyiknek férfinak a másik jelöltnek nőnek kell lenni. 

## Jelöltek

### Sergio Angrisano
Újságíró, akit a "Harmadik Pólus" nevű civil lista támogatott. A listában szerepelt 5G-ellenes mozgalom, illetve a nők elleni erőszak ellen harcot hirdető szervezet. 

### Stefano Caldoro
A régió elnöke volt 2010 és 2015 között, őt a jobbközép-koalíció jelölte kormányzónak. A koalícióban az Olaszország Fivérei, Északi Liga, Forza Italia, Közép Uniója szerepeltek illetve a Caldoro-t támogató Új Szocialista Párt és a Forza Italiaból kivált liberális-konzervatív Változzunk! párt. A Déli Identitás – Dél Makrórégió nevű meridionalista, jobboldali szervezet is a koalíció tagja volt.  

### Valeria Ciarambino
A Regionális Tanács egyik képviselője volt, akit az 5 Csillag Mozgalom jelölt. 

### Vincenzo De Luca
A hivatalban lévő kormányzó, aki a második ciklusáért indult el. A balközép-koalíció illetve számos baloldalhoz köthető civil szervezet, helyi mozgalom is őt támogatta. A koalíció tagjai voltak: Demokrata Párt, Olaszország Él, Demokrata Centrum, Olasz Szocialista Párt, Több Európát, Olasz Liberális Párt, Olasz Republikánus Párt. Illetve a Forza Italiahoz egykor közel álló szervezetek, mint a "Populárisak és Mérsékeltek".

## Eredmények

### Kormányzó-jelöltek
| Jelölt                                   | Jelölt              | Szavazatok száma | Szavazatok % |
| ---------------------------------------- | ------------------- | ---------------- | ------------ |
|                                          | Vincenzo De Luca    | 1.789.017        | 69,48        |
|                                          | Stefano Caldoro     | 464.921          | 18.6         |
|                                          | Valeria Ciarambino  | 255.714          | 9.93         |
|                                          | Giuliano Granato    | 30.955           | 1.20         |
|                                          | Luca Saltalamacchia | 27.475           | 1.07         |
| Összesen                                 | Összesen            | 2.574.718        | 100.00       |
| Forrás: Elezioni 2020 – Regione Campania |                     |                  |              |

### Pártlisták eredménye
| Jelölt                                   | Jelölt                                  | Szavazatok száma | Szavazatok % |
| ---------------------------------------- | --------------------------------------- | ---------------- | ------------ |
|                                          | Demokrata Párt                          | 398,490          | 16.90        |
|                                          | De Luca listája                         | 313,666          | 13.30        |
|                                          | 5 Csillag Mozgalom                      | 233,974          | 9.92         |
|                                          | Olaszország Él                          | 173,870          | 7.37         |
|                                          | Olaszország Fivérei – Nemzeti Szövetség | 140,918          | 5.98         |
|                                          | Északi Liga                             | 133,152          | 5.65         |
|                                          | Szabad Campania                         | 122,367          | 5.19         |
|                                          | Forza Italia                            | 121,695          | 5.16         |
|                                          | Populárisok                             | 104,857          | 4.45         |
|                                          | Demokraták Európáért Uniója             | 102,652          | 4.35         |
|                                          | Liberális Demokraták – Mérsékeltek      | 84,769           | 3.60         |
|                                          | Demokratikus Centrum                    | 76,141           | 3.23         |
|                                          | Olasz Szocialista Párt                  | 60,100           | 2.55         |
|                                          | Több Európát                            | 45,500           | 1.93         |
|                                          | Közép Uniója                            | 45,352           | 1.92         |
|                                          | Zöld Európa – Szolidáris Demokrácia     | 42,996           | 1.82         |
|                                          | Olasz Állatvédelmi Párt                 | 33,681           | 1.43         |
| Total                                    | Total                                   | 2,357,610        | 100.00       |
| Forrás: Regione Campania – Elezioni 2020 |                                         |                  |              |

### Megyei és városi eredmények
| Megye neve | Vincenzo de Luca | Stefano Caldoro | Valeria Ciarambino | Többi jelölt |              |             |
| ---------- | ---------------- | --------------- | ------------------ | ------------ | ------------ | ----------- |
| Megye neve | Avellino         | 147.876 75,3%   | 31.702 16,11%      | Többi jelölt | 12.818 6,51% | 2.036 0.96% |
| Benevento  | 82.800 64,64%    | 30.748 24,01%   | 11.820 9,23%       | 2.718 2,13%  |              |             |
| Caserta    | 27.923 66,04%    | 91.537 22,44%   | 39.126 9,59%       | 7,586 1,93%  |              |             |
| Nápoly     | 890.177 68,59%   | 210.221 16,2%   | 158.298 12,2%      | 39.048 3,01% |              |             |
| Salerno    | 387.949 73,17%   | 99.211 18,71%   | 32.501 6,13%       | 10.573 1,99% |              |             |
|            |                  |                 |                    |              |              |             |
| Összesen   | 1.616.55568,57%  | 464.921 18,06%  | 255.714 9,93%      | 61.961 2,00% |              |             |

| Város neve | Vincenzo de Luca | Stefano Caldoro | Valeria Ciarambino | Többi jelölt |             |  |
| ---------- | ---------------- | --------------- | ------------------ | ------------ | ----------- |  |
| Város neve | Avellino         | 20.151 76,42%   | 3.389 12,85%       | Többi jelölt | 1.905 7,22% |  |
| Benevento  | 17.260 66,97%    | 4.741 18,4%     | 3.133 12,16%       |              |             |  |
| Caserta    | 20.825 62,34%    | 8.031 24,04%    | 3.501 10,48%       |              |             |  |
| Nápoly     | 227.774 66,58%   | 48.597 14,21%   | 49.202 14,38%      |              |             |  |
| Salerno    | 48.710 75,89%    | 9.596 14,95%    | 3.975 6,19%        |              |             |  |

A regionális választáson az 5 Csillag Mozgalom jelentősen visszaszorult. Az ezt megelőző, 2015-ös regionális választáson a párt Benevento és Nápoly megyét lefedő választókerületekben 20%-ot is meghaladó eredményt értek el, ám most 5-6 százalékpontot vesztettek a korábbi értékükből. Avellino megyében 13 helyett 7 %-ot ért el. A megyeközpontnak számító városokban és urbánus területeken jellemzően jobb eredmény értek el, a vidéki, rurális területekhez képest. 
Jelentősen javított korábbi eredményén Vincenzo de Luca, a Demokrata Párt jelöltje az előző választáshoz képest. A legjobb eredményeket Avellino és Salerno városokban és megyékben érte el, ahol 75-76%-ot ért el. De Luca Salerno polgármestere volt 1993 és 2015 között 4 év megszakítással.